# Kilsund
Kilsund är en tätort i Arendals kommun i Agder fylke i södra Norge. Orten är belägen på öarna Tverrdalsøya och Flostaøya på var sida om Kilsundsfjorden i den östra delen av kommunen. Fram till 1961 utgjorde Kilsund centralort i dåvarande Flosta kommun. Mellan 1962 och 1991 tillhörde orten Austre Molands kommun, därefter Arendals kommun. I Kilsund finns bevarad en del bebyggelse från 1800-talet.
Företaget Kitron hade produktion i Flosta åren 1966 till 2005. Företagsnamnet är en sammandragning av Kilsund och elektron. Kitron, som verkat även i Sverige, grundades i Kilsund.